# Nujoom al-Ghanem
Nujoom al-Ghanem (àrab: نجوم الغانم, Nujūm al-Ḡānim) (Dubai, 24 d'octubre de 1962) és una poeta i directora de cinema dels Emirats Àrabs Units. Ha publicat vuit col·leccions de poesia i ha dirigit diverses pel·lícules. Al-Ghanem és activa a la seva comunitat i ara escriu poesia a temps complet.

## Joventut i educació
Al-Ghanem va néixer a Dubai, als Emirats Àrabs Units, i va ser criada allà, sent l'única nena de cinc fills. Va ser cuidada majoritàriament per la seva àvia perquè el seu pare no va acceptar tenir una nena, malgrat tenir quatre nois. De petita li agradava llegir sobre qualsevol tema, com ara misticisme, teologia, filosofia i poesia. Més endavant, va poder accedir a la lectura a través de la Fira Internacional del Llibre de Sharjah. La poesia àrab la va inspirar quan era nena, i després va començar a escriure la seva pròpia poesia. També li agradava pintar perquè la seva tia era pintora, a més de fer fotografies. Abans de la seva carrera professional d'escriptora, la seva obra es va publicar en diaris i revistes locals. Després de la seva graduació secundària, Al-Ghanem va decidir que volia assistir a una universitat a Londres. Tot i que el seu pare li va donar suport en l'estudi de les arts, no volia que estigués sola en un país estranger, i també volia que es casés primer amb algú.
Després d'haver completat un semestre a una universitat d'Al-Ain, es va cansar d'estudiar i va decidir abandonar els estudis. Va dir que de la seva estada a la universitat, «sentia que no podia respirar. No m'agradava la vida en un dormitori. Cada vegada que era al dormitori pensava en maneres d'escapar». Més tard, es va convertir en la cap de departament de cultura i art de Dubai i dels Emirats del Nord. Després de casar-se, ser mare i començar una carrera de periodista, Al-Ghanem va decidir viatjar a Ohio per estudiar amb el suport del seu marit. Va obtenir una llicenciatura en producció de vídeo a la Universitat d'Ohio (Estats Units d'Amèrica) el 1996, i després va obtenir un màster en producció de cinema de la Universitat Griffith (Austràlia) el 1999. Al-Ghanem va dir: «Les oportunitats no són gratuïtes. Sempre heu de treballar dur. Heu de llegir, per aprendre, saber sobre el món i tenir molta cura del que publiqueu».

## Poesia
Al-Ghanem ha publicat les següents 8 col·leccions de poesia:
- Masa'a Al-Janah (Vespre del Paradís), 1989.
- Al-Jarair (Les conseqüències), 1991.
- Rawahel (Viatges), 1996.
- Manazel Al-Jilnaar (Cases de flors de magrana), 2000.
- La Wasf Lima Ana Feeh (No hi ha descripció sobre mi), 2005.
- Malaikat Al-Ashwaaq Al-Baeeda (Àngels de l'enyorança distant), 2008.
- Laylon Thaqeelon 3la Alayel (Nit intensa a la nit), 2010.
- Asqoto fi Nafsi (Caic sobre jo mateixa), 2012.

Masa’a Al Jannah (Vespre del Paradís), publicat el 1989, va ser el primer llibre de poesia d'Al-Ghanem, i li va donar més fama de ser escriptora professional.
Al-Ghenam es va inspirar en altres poetes àrabs, com ara el poeta sirià Saniyah Saleh i els poetes dels emirats Ousha el poeta i Sheikha Sana’a bint Mana Al Maktoum. Ella va dir: «La majoria de poetes del nostre món són homes, però la quantitat no fa qualitat». Hi ha temes recurrents en la seva poesia, com el patriotisme, la malaltia, la tristesa, la mort, la debilitat humana, la pèrdua i les dificultats que pateixen les dones cada dia. És membre del consell del Premi internacional de ficció àrab, i participa habitualment en el Festival de Literatura de l'Emirate Airline.

## Filmografia
- Between Two Banks, 1999 (pel·lícula documental).
- Al Mureed, 2008 (pel·lícula documental).
- Hamama, 2010.
- Amal, 2011.
- Red, Blue, Yellow, 2013
- Sounds of the Sea, 2015
- Nearby Sky, 2015[5]
- Sharp Tools, 2017

La pel·lícula d'Al-Ghanem, Nearby Sky (2015), és un documental sobre Fatima Ali Alhameli, una de les primeres dones dels Emirats Àrabs Units que han fet que els seus camells formin part de les subhastes locals i dels concursos de bellesa. Segons Al-Ghanem, era simple convèncer Alhameli perquè s'unís al projecte de la pel·lícula. Tant Nearby Sky com la seva anterior pel·lícula Sounds of the Sea (2015) tenen a veure amb una generació que envellida sent nostàlgica del seu passat.
Nearby Sky va ser la millor pel·lícula de no-ficció a l'11è Festival Internacional de Cinema de Dubai. Les pel·lícules Sounds of the Sea, Hamama (2010) i Amal (2011) també han guanyat premis locals, regionals i internacionals.
Les seves pel·lícules es basen en la vida de les persones i en les seves emocions, però està més centrada en les dones, tant en personatges com en temes. Al-Ghanem va dir: «La gent m'inspira molt: el seu món, històries, frustracions, vacil·lació, confusió, tristesa, felicitat, dolor, passió» i «busco aquells personatges, aprenc d'ells, visc amb ells i intento sempre endinsar-me en el seu món desconegut, explorar els no escrits i conèixer els seus moments especials». Ella creu que el cinema és una passió que aporta canvis a la societat.
És consultora de cinema i instructora de cinema en organitzacions i institucions dels Emirats Àrabs Units, així com consultora cultural.

## Reconeixements
Omnia Amin, professora de la Universitat Zayed de Dubai, diu això sobre la poesia i l'obra d'al-Ghanem, «Nujoom al-Ghanem és una de les poetes dels Emirats moderns més fortes que es van alçar a principis de la dècada del 1980 a la regió del Golf Pèrsic. El seu llenguatge és tal, que impregna l'ànima amb una experiència de vida rica i aromatitzada que va més enllà dels cinc sentits».
La cofundadora de la branca dels Emirats Àrabs Units de Dones al cinema i a la televisió, Michelle Nickelson, va dir: «Nujoom podria ser considerada un tresor nacional dels Emirats Àrabs. Les seves pel·lícules tenen un estil de gran bellesa». Al-Ghanem va guanyar el Premi a la millor directora de cinema femení dels Emirats al 5è Festival Internacional de Cinema de Dubai per la seva pel·lícula Al Mureed (2008).